# Andreaw Gravillon
Andreaw Rayan Gravillon, né le 8 février 1998, est un footballeur guadeloupéen. Il évolue actuellement au poste de défenseur à Adana Demirspor.

## Carrière

### Carrière en club

#### Inter Milan
Âgé de 16 ans, Andreaw Gravillon rejoint l'Inter Milan lors de l'été 2014 alors qu'il jouait en U17 DHR. Il s'impose en charnière centrale une fois en U19, remportant la Primavera 2016-2017 en compagnie, notamment, de Christian Kouamé et Andrea Pinamonti. Il confirme lors de la saison 2016-2017 même si le club intériste est cette fois éliminé en demi-finales de la Primavera. Il reçoit alors deux convocations avec l'équipe première en mai sans néanmoins rentrer en jeu. 

#### Débuts professionnels
Le 1er juillet 2017, Gravillon est transféré contre 1,5 million d'euros à Benevento, équipe promue en Serie A, où il paraphe un contrat de quatre ans. Le 24 septembre, il fait ses débuts en Serie A lors d'un déplacement à Crotone (6e journée, défaite 2-0). Il n'effectuera qu'une seconde apparition en championnat le 30 décembre, rentrant en jeu face au Chievo Verone (19e journée, victoire 1-0). 
Le club de Bénévent officialise son transfert à Pescara, évoluant en Serie B, le 17 janvier 2018. Sur la deuxième partie de saison, il prend part à neuf rencontres dont huit en tant que titulaire. Lors de la première partie de saison 2018-2019, il participe à tous les matchs de son équipe, inscrivant également deux buts. Pescara est au terme de la phase aller troisième du championnat. 

#### Retour à Milan

##### Prêts en Italie
Le 30 janvier 2019, l'Inter Milan annonce son retour au club mais Gravillon reste à Pescara où il est prêté jusqu'au terme de la saison 2018-2019. Il réalise alors une saison pleine sous les ordres de Giuseppe Pillon, débutant 28 rencontres. 
Lors de la saison 2019-2020, il est dans un premier temps prêté le 17 juillet 2019 à Sassuolo avec option d'achat, ne jouant qu'un match en Coupe d'Italie — il est titulaire lors d'une victoire 1-0 en août contre le Spezia Calcio, — avant d'être finalement envoyé vers Ascoli, club de Serie B, le 2 septembre 2019,. Il réalise une seconde saison pleine en deuxième division italienne, étant titulaire à 28 reprises,.

##### Prêt à Lorient
Le FC Lorient obtient son prêt pour la saison 2020-2021. Il débute sous ses nouvelles couleurs le 17 octobre lors d'un déplacement à Reims — 7e journée, victoire 1-3 — alors que le FCL a encaissé 13 buts lors des six premières journées. La charnière qu'il forme avec Julien Laporte ne concède ensuite que deux buts sur trois rencontres avec notamment le premier clean-sheet de la saison réalisée à Dijon (10e journée, 0-0). Christophe Pélissier souligne alors les qualités de Gravillon, « sa capacité à être très fort sur les premiers appuis, notamment dans son dos, dans la gestion de la profondeur. Il est très bon dans le duel, au sol ou aérien, dans les 25 mètres ».
Mais malgré cette temporaire embellie, Lorient continue à enchainer les contre-performances et s'enlise à l'avant-dernière place du championnat, et doit attendre fin janvier 2021 pour retrouver une dynamique positive. Cela correspond notamment à la montée en puissance de Terem Moffi en attaque et Andreaw en défense,. Gravillon s'illustre ainsi le 27 janvier 2021 contre le Dijon FC, dans un match capital pour la course au maintien, par un but de la tête dans les dernières minutes du match, donnant la victoire 3-2 aux siens,,.
La journée suivante, lors d'une retentissante victoire contre les champions de France en titre du PSG, il brille cette fois-ci vraiment par sa maitrise et prise de responsabilité en défense : titularisé à droite d'une défense à trois il fait montre de toutes ses capacités physiques et de son appétence pour le duel, multipliant les dégagements défensifs et les interceptions — contenant parfaitement son vis-à-vis Kylian Mbappé,. Il est même proche de donner la victoire aux merlus par un tir direct sur coup franc direct, Terem Moffi marquant finalement le but du 3-2,,. Sa performance lui vaut notamment de connaitre sa première apparition dans le onze type de L'Équipe.
En mai 2022, pour la première fois de sa carrière, il est sélectionné en équipe de Guadeloupe pour disputer la phase de groupe de la CONCACAF Nations League. Il est de nouveau appelé en mars 2023.